# Grenville (Grenada)
Grenville ist ein Ort in Grenada und Hauptstadt des Verwaltungsbezirks Saint Andrew, dem flächenmäßig größten Bezirk des Landes.

## Geschichte
Namensgeber der Stadt war der ehemalige britische Premierminister George Grenville. Seit 1796 ist Grenville Bezirkshauptstadt. Im Jahr 1886 wurde in Grenville ein Gericht eingerichtet, dass bis heute genutzt wird. Seit 1981 gibt es in der Stadt zusätzlich ein Amtsgericht.

## Lage

Der Bezirk Saint Andrew

Grenville liegt im Osten der Insel Grenada an der Küste. Die Hauptstadt Grenadas, St. George’s, liegt circa 20 Kilometer entfernt im Südwesten der Insel.

## Gesellschaft und Kultur
Höhepunkt des gesellschaftlichen Lebens ist der Markt der Stadt, der jeden Samstag stattfindet.
In der Stadt befindet sich die Grenville Secondary School.

## Tourismus
Grenville profitiert vom Tourismus, der die Stadt hauptsächlich auf Grund der umliegenden Strände für sich entdeckt hat. Besonders bekannt ist der Strand in der Grenville Bay, die zum Stadtgebiet Grenvilles gehört. Dieser Strand zeichnet sich durch seinen schwarzen Sand und die sehr dunkle Farbe des Wassers aus.

### Sehenswürdigkeiten
Abgesehen von den Stränden der Region bietet Grenville einige andere Sehenswürdigkeiten:
- Das Pearls-Airfield war der erste Flughafen auf der Insel, wird aber inzwischen nicht mehr genutzt. Auf dem Gelände finden sich zwei alte Antonov-Jets, die sich im Besitz Kubas befanden und heute besichtigt werden können[4]
- Das Belmont Estate Museum bietet dem Besucher einen Einblick in das Leben von Plantagenarbeitern im 17. Jahrhundert. Auf der Anlage finden sich weitläufige Äcker und Felder. Das Museum zählt zu den meistbesuchten Sehenswürdigkeiten im Bezirk Saint Andrews[5]
- Die River Antoine Rum Distillery ist eine Brennerei, die bereits in den ersten Jahren des 18. Jahrhunderts ihren Betrieb aufnahm. Damit zählt sie zu den ältesten Betrieben dieser Art in Grenada. Heutzutage wird die Rumbrennerei auch von Touristen besucht[6]